# Ілеть (Звениговський район)
Іле́ть (рос. Илеть, марій. Элнет) — селище у складі Звениговського району Марій Ел, Росія. Входить до складу Красногорського міського поселення.

## Населення
Населення — 462 особи (2010; 509 у 2002).
Національний склад (станом на 2002 рік):
- росіяни — 61 %